# Grande Prêmio da Itália de 1966
Resultados do Grande Prêmio da Itália de Fórmula 1 realizado em Monza em 4 de setembro de 1966. Sétima etapa do campeonato, foi palco da única vitória de Ludovico Scarfiotti, piloto italiano da Ferrari, e entrou para a história graças ao tricampeonato de Jack Brabham, até hoje o único a conquistar o título ao volante de um carro da própria equipe.

## Classificação da prova
| Pos. | Nº | Piloto              | Construtor      | Voltas | Tempo/Diferença          | Grid | Pontos |
| ---- | -- | ------------------- | --------------- | ------ | ------------------------ | ---- | ------ |
| 1    | 6  | Ludovico Scarfiotti | Ferrari         | 68     | 1:47:14.8                | 2    | 9      |
| 2    | 4  | Mike Parkes         | Ferrari         | 68     | + 5.8                    | 1    | 6      |
| 3    | 12 | Denny Hulme         | Brabham-Repco   | 68     | + 6.1                    | 10   | 4      |
| 4    | 16 | Jochen Rindt        | Cooper-Maserati | 67     | + 1 volta                | 8    | 3      |
| 5    | 32 | Mike Spence         | Lotus-BRM       | 67     | + 1 volta                | 14   | 2      |
| 6    | 40 | Bob Anderson        | Brabham-Climax  | 66     | + 2 voltas               | 15   | 1      |
| 7    | 48 | Bob Bondurant       | BRM             | 65     | + 3 voltas               | 18   |        |
| 8    | 24 | Peter Arundell      | Lotus-BRM       | 63     | Motor                    | 13   |        |
| 9    | 20 | Giacomo Russo       | Lotus-Climax    | 63     | + 5 voltas               | 20   |        |
| NC   | 44 | Giancarlo Baghetti  | Ferrari         | 59     | Não classificado         | 16   |        |
| Ret  | 22 | Jim Clark           | Lotus-BRM       | 58     | Câmbio                   | 3    |        |
| Ret  | 36 | Jo Siffert          | Cooper-Maserati | 46     | Motor                    | 17   |        |
| Ret  | 2  | Lorenzo Bandini     | Ferrari         | 33     | Ignição                  | 5    |        |
| Ret  | 14 | John Surtees        | Cooper-Maserati | 31     | Vazamento de combustível | 4    |        |
| Ret  | 18 | Richie Ginther      | Honda           | 16     | Acidente                 | 7    |        |
| Ret  | 10 | Jack Brabham        | Brabham-Repco   | 7      | Vazamento de óleo        | 6    |        |
| Ret  | 30 | Dan Gurney          | Eagle-Weslake   | 7      | Motor                    | 19   |        |
| Ret  | 28 | Jackie Stewart      | BRM             | 5      | Vazamento de combustível | 9    |        |
| Ret  | 38 | Jo Bonnier          | Cooper-Maserati | 3      | Acelerador               | 12   |        |
| Ret  | 26 | Graham Hill         | BRM             | 0      | Motor                    | 11   |        |
| DNQ  | 34 | Phil Hill           | Eagle-Climax    |        |                          |      |        |
| DNQ  | 32 | Chris Amon          | Brabham-BRM     |        |                          |      |        |

## Tabela do campeonato após a corrida
|   | Pos. | Piloto         | Pontos |
| - | ---- | -------------- | ------ |
|   | 1    | Jack Brabham   | 39     |
| 2 | 2    | Jochen Rindt   | 18     |
| 1 | 3    | Graham Hill    | 17     |
| 1 | 4    | John Surtees   | 15     |
|   | 5    | Jackie Stewart | 14     |

|  | Pos. | Construtor      | Pontos  |
|  | ---- | --------------- | ------- |
|  | 1    | Brabham-Repco   | 40 (43) |
|  | 2    | Ferrari         | 31 (32) |
|  | 3    | BRM             | 22      |
|  | 4    | Cooper-Maserati | 20      |
|  | 5    | Lotus-Climax    | 7       |

- Nota: Somente as primeiras cinco posições estão listadas. Apenas os cinco melhores resultados de cada piloto ou equipe eram computados visando o título e o campeão da temporada surge destacado em negrito. Neste ponto esclarecemos: na tabela dos construtores figurava somente o melhor colocado dentre os carros de um time.